# Eleccions al Parlament de Galícia de 2005
Les Eleccions al Parlament de Galícia de 2001 se celebraren l'11 de juny. Amb un cens de 2.616.811 electors, els votants foren 1.680.202 (64,2%) i 936.609 les abstencions (35,8%). El Partit Popular de Galícia guanyà per majoria relativa. El PsdeG superà en vots al Bloc Nacionalista Gallec. Això facilità que ambdós partits pactessin una coalició i fos nomenat president de la Xunta de Galícia el socialista Emilio Pérez Touriño. La resta de partits polítics segueixen extraparlamentaris.
- Els resultats foren:

| ← Eleccions al Parlament de Galícia, 2005 →       |         |       |        |
| Partit                                            | Vots    | %     | Escons |
| Partit Popular de Galícia                         | 756.562 | 45,81 | 37     |
| PSdeG                                             | 555.603 | 33,64 | 25     |
| BNG                                               | 311.954 | 18,89 | 13     |
| EU-IU                                             | 12.419  | 0,75  |        |
| Frente Popular Galega                             | 2.982   | 0,18  |        |
| Partido de los Autónomos y Profesionales          | 2.840   | 0,17  |        |
| Centro Democrático y Social                       | 2.412   | 0,15  |        |
| Nós-Unidade Popular                               | 1.749   | 0,11  |        |
| Partido Humanista                                 | 1.429   | 0,09  |        |
| Falange Española de las JONS                      | 1.081   | 0,07  |        |
| Democracia Ourensana                              | 623     | 0,04  |        |
| Democracia Nacional                               | 550     | 0,03  |        |
| Partido Social Español Popular                    | 420     | 0,03  |        |
| Izquierda Republicana-Esquerda Republicana Galega | 405     | 0,02  |        |
| Identidade Galega                                 | 376     | 0,02  |        |
| Partido Social y Democrático de Derecho           | 239     | 0,01  |        |

A part, es comptabilitzaren 20.912 (1,3%) vots en blanc.

## Diputats electes
- Manuel Fraga (PP)
- Dolores Villarino (PSdeG)
- Emilio Pérez Touriño (PSdeG)
- Anxo Quintana (BNPG)